# Sinfonía n.º 1 (Vaughan Williams)

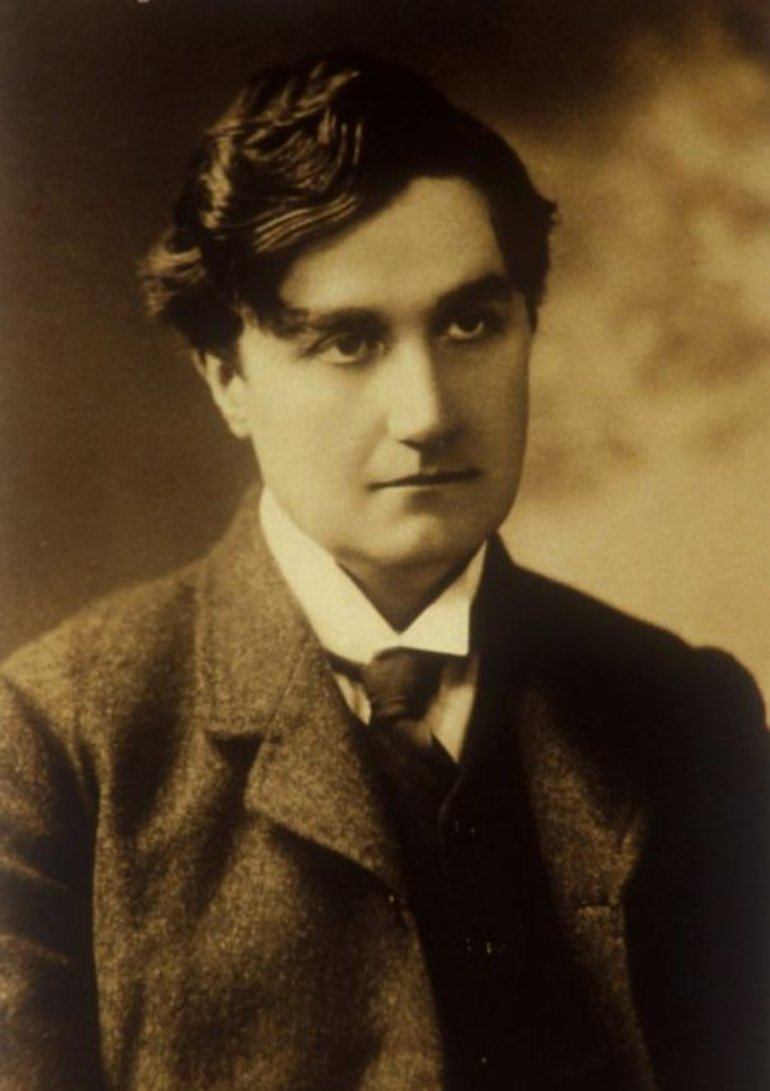
Vaughan Williams c.1900.

A Sea Symphony (Sinfonía del mar), también conocida como Sinfonía n.° 1 en re mayor, es una obra para soprano, barítono, coro y una gran orquesta que fue compuesta por Ralph Vaughan Williams entre 1903 y 1909, tras numerosas revisiones. Se trata de la primera y la más larga de las sinfonías del maestro inglés.

## Historia

### Composición
La composición de esta pieza se desarrolló entre 1903 y 1909. Durante ese tiempo el compositor trabajó en una serie de canciones para orquesta y coro que más adelante pasarían a convertirse en la primera de sus nueve sinfonías. Se suele citar como su primera obra a gran escala, si bien el Grove Dictionary of Music and Musicians enumera antes de esta otras 16 obras orquestales suyas, incluidas dos con coro. Pero la gran mayoría de ellas son piezas juveniles o para principiantes, nunca fueron publicadas y muy pronto se retiraron de circulación. El compositor británico nunca antes había emprendido una obra de esta extensión o para fuerzas orquestales y corales tan grandes. Al igual que Brahms, Vaughan Williams tardó mucho tiempo en componer su primera sinfonía, si bien fue prolífico hasta el final de su vida y su última sinfonía fue compuesta entre 1956 y 1958 y completada con 85 años. Su título original fue The Ocean, A Sea Symphony, que significa El océano, una sinfonía del mar. 

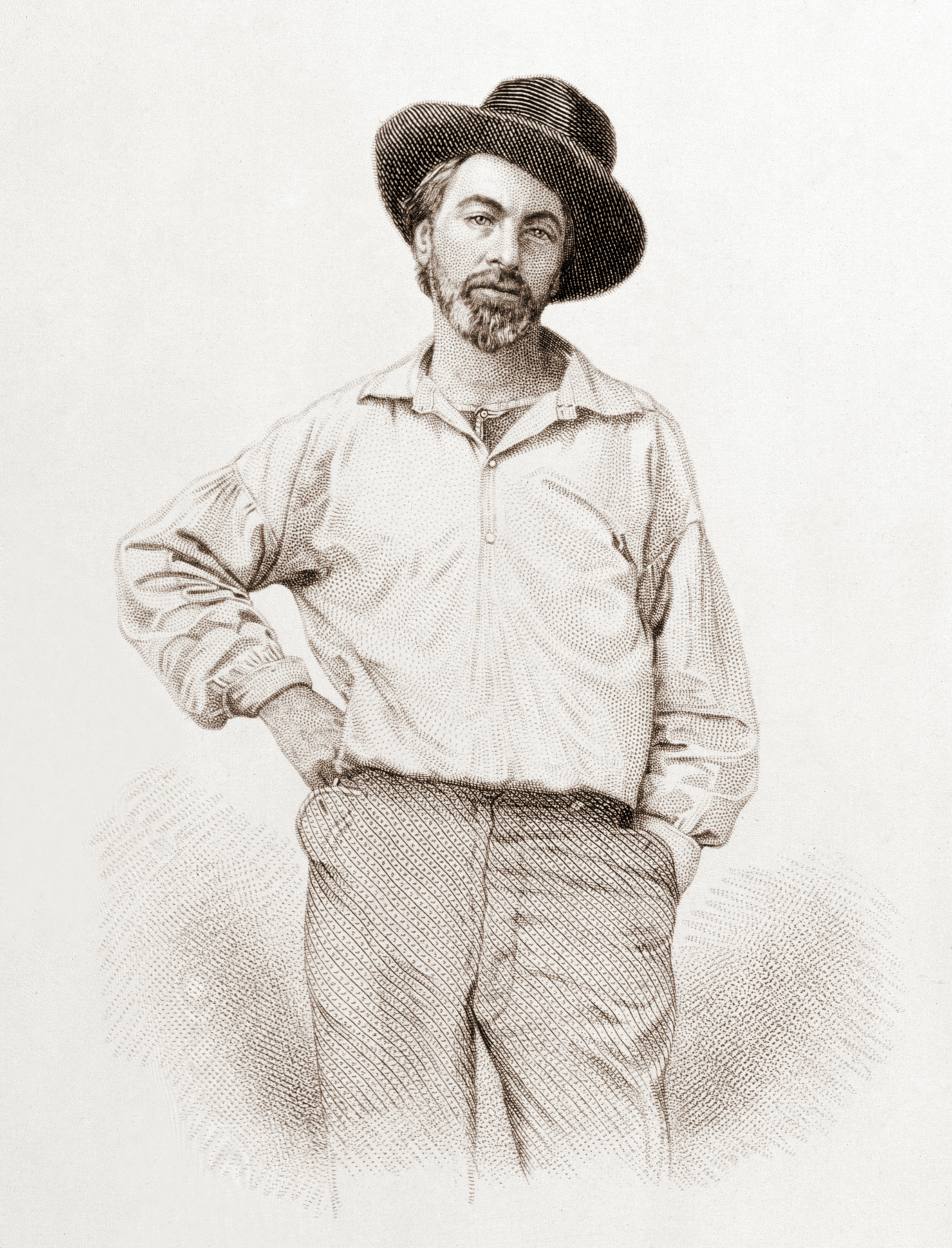
Walt Whitman, julio de 1854.

La poesía de Walt Whitman había constituido un punto de encuentro para Vaughan Williams y sus compañeros de estudios en Cambridge durante la década de 1890. Whitman siguió siendo una fuente de inspiración durante toda su vida para el compositor y A Sea Symphony supone su mayor adaptación de este autor. La visión decididamente no eclesiástica del poeta estadounidense del viaje del alma a través de la vida como un viaje por mar hacia regiones inexploradas sin duda atrajo al maestro inglés, un agnóstico declarado. Según su colega de la Trinity College, Bertrand Russell, Ralph exclamó una vez: «¿Quién cree en Dios hoy en día, me gustaría saberlo?».

### Estreno y publicación
El estreno se celebró el 12 de octubre de 1910 en el Festival de Leeds con la interpretación de la orquesta y coro del festival bajo la dirección del propio compositor, que conmemoraba ese día su 38.º cumpleaños.
La primera edición de la pieza fue llevada a cabo en 1918 por la editorial Stainer & Bell de Londres. Algunas sinfonías de Vaughan Williams fueron publicadas con títulos descriptivos (A London Symphony, A Pastoral Symphony, Sinfonía antártica); otras se publicaron como Sinfonía en fa menor, en re mayor y en mi menor. A las del último grupo se las denominaba Sinfonías n.º 4, 5 y 6, pero Vaughan Williams lo desaprobaba: "Nunca he puesto números a mis sinfonías y no quiero empezar ahora". Finalmente esta primera sinfonía fue publicada bajo el título descriptivo "A Sea Symphony".

## Instrumentación
La partitura está escrita para soprano, barítono, coro mixto y una gran orquesta formada por:
- Viento madera: 1 flautín, 3 flautas, 2 oboes, 1 corno inglés, 2 clarinetes, 1 clarinete en mi bemol, 1 clarinete bajo, 2 fagotes, 1 contrafagot.
- Viento metal: 4 trompas, 3 trompetas, 3 trombones, 1 tuba.
- Percusión: timbales (en fa sostenido 2 y en fa 3), bombo, caja, platillos, triángulo.
- Teclado: órgano.
- Cuerda: 2 arpas y una sección de cuerdas con violines I y II, violas, violonchelos y contrabajos.

Para facilitar múltiples interpretaciones de la obra la partitura incluye la opción de emplear una orquesta reducida de 2 flautas (dobladas por flautín), 1 oboe, 1 corno inglés, 2 clarinetes, 2 fagotes, 4 trompas, 3 trompetas, 3 trombones, 1 tuba, timbales, percusión, 1 arpa y sección de cuerdas. 
El coro canta en los cuatro movimientos. Ambos solistas aparecen en el primer y último movimientos, mientras que el barítono solo canta en el segundo. El scherzo está escrito solo para coro y orquesta.

## Estructura y análisis
La sinfonía consta de cuatro movimientos:
- I. A Song for All Seas, All Ships. Moderato maestoso, en re mayor 4
4
- II. On the Beach at Night, Alone. Largo sostenuto, en mi menor 3
4
- III. Scherzo. The Waves. Allegro brillante, en sol menor 3
4
- IV. The Explorers. Grave e molto adagio 4
4 – Allegro animato, en mi bemol mayor 3
4
  - O we can wait no longer.
  - Passage to more than India!

La interpretación de esta obra dura aproximadamente 70 minutos. Su duración total no tenía precedentes para una obra sinfónica inglesa. Se trata de la más larga de todas las sinfonías de Vaughan Williams, con un primer movimiento de unos veinte minutos; los internos de entre ocho y once; y el Finale de unos treinta. Aunque se desvía de la tradición sinfónica alemana de la época, sigue un perfil sinfónico bastante convencional: movimiento introductorio rápido, movimiento lento, Scherzo y Finale. La madurez de la sinfonía desmiente la relativa juventud del compositor, que tenía 30 años cuando comenzó a esbozarla. Es una sinfonía temprana en la que se utiliza un coro a lo largo de la obra como parte integral de la textura musical y ayudó a sentar las bases de una nueva era de la música sinfónica y coral en Gran Bretaña durante la primera mitad del siglo XX. Vaughan Williams creó una inmensa partitura que contiene algunas de las mejores composiciones corales de su época. Se diferencia de la mayoría de las sinfonías corales anteriores en que el coro canta en todos los movimientos. Se ha debatido hasta qué punto es una verdadera sinfonía. En un estudio de 2013, Alain Frogley la describió como una obra híbrida, con elementos de sinfonía, oratorio y cantata. En su construcción completamente tonal contiene disonancias armónicas que hacen eco de las primeras obras de Ígor Stravinski que pronto seguirían.
Musicalmente Vaughan Williams recibió diversas influencias a través de su educación musical. Por una parte, se había formado en el Royal College of Music (RCM) con Charles Villiers Stanford y Hubert Parry y sus preparativos para escribir esta obra habían incluido el estudio de las Variaciones Enigma y del oratorio El sueño de Geronte de Edward Elgar. Por otra parte, Maurice Ravel fue su profesor en París durante tres meses entre el invierno de 1907 y 1908 y  con él trabajó principalmente en la orquestación. Esto le proporcionó un buen contraste con la tradición germánica transmitida por Stanford y Parry, y quizás comenzó a darle un mayor sentido del color y la libertad de mover acordes como una unidad de bloque. Su predilección por las relaciones de mediante, un motivo armónico unificador en esta pieza, puede haberse visto liberada en cierta medida por estos estudios y esta relación armónica se considera ahora típica de su estilo en general. También emplea escalas pentatónicas y de tonos enteros, consideradas hoy en día rasgos idiomáticos de la música francesa de la época. Casi con toda seguridad esta música estaba en la mente del maestro inglés cuando finalizó su primera sinfonía, aunque Ravel le hizo el gran cumplido de llamarlo "el único de mis alumnos que no escribe música a mi manera". Se percibe la inspiración en las cantatas de Parry y las operetas de Arthur Sullivan, así como en las canciones folclóricas inglesas que había empezado a recopilar poco antes. Hay pasajes comparables con Stanford, Parry y Elgar, ya que los cuatro músicos estaban escribiendo en el mismo tiempo y lugar. De hecho, en esa misma época en Inglaterra vieron la luz una serie de obras relacionadas con el mar, como la propia A Sea Symphony; Songs of the Sea (1904) y Songs of the Fleet (1910) de Stanford; Sea Pictures de Elgar (1899) y The Sea de Frank Bridge (1911). También se puede inscribir en esta aparente obsesión náutica La mer (1905) de Claude Debussy.

### I.A Song for All Seas, All Ships.Moderato maestoso
El primer movimiento, que se subtitula A Song for All Seas, All Ships y lleva la indicación Moderato maestoso, está escrito para barítono, soprano y coro en la tonalidad de re mayor y en compás de 4/4. Se abre con una fanfarria de áspera floritura de los metales sobre un acorde en si bemol menor a la que responde el coro completo cantando el mismo acorde: "Behold the sea itself" (He aquí, el mar mismo). La orquesta completa toca la palabra mar, que se ha resuelto en la tónica. Inmediatamente suenan los dos motivos temáticos unificadores que informarán el resto de la obra. El primer motivo contiene un patrón armónico de dos acordes (generalmente uno mayor y otro menor) cuyas raíces están separadas por una tercera parte.
El segundo motivo es una noble melodía en arco que aparece más de una vez en la producción de Vaughan Williams, desde el temprano poema sinfónico inédito The Solent hasta la Sinfonía n.º 9 de 1958. Esta figura melódica contrasta dunas y tresillos, fijada en la apertura de la sinfonía a la frase "and on its limitless, heaving breast, the ships" (Y, en su pecho palpitante sin límites). En el método común de contar ritmos musicales, el patrón podría definirse como "uno dos y tres-dos-tres cuatro", demostrando que el segundo compás se divide en octavas (en su) y el tercer compás se divide en tresillos (en un número ilimitado).
Le sigue una sección más rápida, de estilo saloma, haciendo uso de la canción folclórica "Tarry Trowsers", en la que el barítono solista canta "un recitativo rudo y breve de barcos surcando los mares". La dramática entrada de la soprano es anunciada por la floritura inicial de los metales. Su cavatina extiende la imaginería hacia lo espiritual: "...para el alma del hombre una bandera por encima de todas las demás... emblema del hombre elevado por encima de la muerte [.]"

### II.On the Beach at Night, Alone.Largo sostenuto
El segundo movimiento, que se subtitula On the Beach at Night, Alone y lleva la indicación Largo sostenuto, está escrito para barítono y coro en mi menor y en compás de 3/4. Se trata de un nocturno con un acompañamiento oscuro y oscilante, en el que el solista reflexiona sobre "the clef of the universes" (la clave de los universos) y vislumbra cómo "A vast similitude interlocks all" (Una vasta similitud entrelaza todo) mientras en el bajo se percibe una suave marcha, herencia de Parry. El coro lanza una declamación rotunda y poderosa, tras la cual vuelve el misterio inicial de la apertura, esta vez con la orquesta sola.

### III.Scherzo. The Waves. Allegro brillante
El tercer movimiento, que se subtitula Scherzo. The Waves y lleva la indicación Allegro brillante, está escrito para coro solo en sol menor y en compás de 3/4. El Scherzo arranca con una ágil versión de la fanfarria inicial, con las cuerdas en pizzicato. El contrapunto rápido y orquestado ligeramente del acompañamiento orquestal subraya la interacción de "whistling winds...undulating waves...that whirling current" (vientos silbantes... olas ondulantes... esa corriente arremolinada) por la que navega un barco. El trío es una amplia melodía muy del estilo de Parry en la que se oyen las palabras "Where the great vessel sailing and tacking displaced the surface." (Donde el gran navío navegando y virando desplazó la superficie). Concluye con fanfarrias que se alternan entre los metales y el coro.

### IV.The Explorers.Grave e molto adagio – Allegro animato
El cuarto y último movimiento, que se subtitula The Explorers y lleva la indicación Grave e molto adagio – Allegro animato, está escrito para barítono, soprano, semicoro y coro en mi bemol mayor y en compás de 4/4. Este extenso Finale contiene parte de la música más noble escrita por Vaughan Williams, según Mark Satola. La metáfora del alma como un barco que navega por los mares de la vida se expresa aquí con la mayor franqueza. Una introducción tranquila para un coro apagado ("O vast Rondure, swimming in space") va seguida de una marcha pausada que describe el alma "inquieta" del hombre desde sus orígenes en Adán y Eva, hasta llegar a la cima en una visión del poeta como "el verdadero hijo de Dios" que guiará a la humanidad con sus cantos. Los solistas soprano y barítono cantan al Alma que "toma el barco" para "lanzarse a los mares sin huella" en un dúo de fervor operístico. Una sección más rápida ("Away O Soul!") lanza el viaje del Alma, con una última nota de bendición ("O daring joy, but safe! are they not all the seas of God?") antes de que la sinfonía se desvanezca en las cuerdas más graves.

## Texto
El texto de A Sea Symphony proviene del gran poemario Hojas de hierba de Walt Whitman. Aunque la producción de este poeta era poco conocida en Inglaterra en ese momento, Vaughan Williams se sintió atraído por ella por su capacidad para trascender las perspectivas metafísica y humanista. El uso del verso libre que hacía el estadounidense comenzaba a interesar en el mundo de la composición, donde la fluidez de la estructura comenzaba a ser más atractiva que la configuración métrica tradicional del texto. En esta sinfonía se adaptan los siguientes poemas de forma parcial o total:
- I. Song of the Exposition[9] & Song for all Seas, all Ships[10]
- II. On the Beach at Night Alone[11]
- III. After the Sea-ship, tomado en su totalidad[12]
- IV. Passage to India[13]

| Texto original en inglés | Traducción |
| --- | --- |
| I. Song of the Exposition / Song for all Seas, all Ships Behold, the sea itself, And on its limitless, heaving breast, the ships; See, where their white sails, bellying in the wind, speckle the green and blue, See, the steamers coming and going, steaming in or out of port, See, dusky and undulating, the long pennants of smoke. 1 To-day a rude brief recitative, Of ships sailing the seas, each with its special flag or ship-signal, Of unnamed heroes in the ships—of waves spreading and spreading far as the eye can reach, Of dashing spray, and the winds piping and blowing, And out of these a chant for the sailors of all nations, Fitful, like a surge. Of sea-captains young or old, and the mates, and of all intrepid sailors, Of the few, very choice, taciturn, whom fate can never surprise nor death dismay. Pick'd sparingly without noise by thee old ocean, chosen by thee, Thou sea that pickest and cullest the race in time, and unitest nations, Suckled by thee, old husky nurse, embodying thee, Indomitable, untamed as thee. ... 2 Flaunt out O sea your separate flags of nations! Flaunt out visible as ever the various ship-signals! But do you reserve especially for yourself and for the soul of man one flag above all the rest, A spiritual woven signal for all nations, emblem of man elate above death, Token of all brave captains and all intrepid sailors and mates, And all that went down doing their duty, Reminiscent of them, twined from all intrepid captains young or old, A pennant universal, subtly waving all time, o'er all brave sailors, One flag, one flag above all the rest. Behold, the sea itself, And on its limitless heaving breast, the ships All seas, all ships. | I. Canción de la exposición / Canción a todos los mares, todos los barcos He aquí, el mar mismo, Y en su ilimitado y agitado seno, los barcos; Mira, donde sus velas blancas, hinchadas por el viento, motean el verde y el azul, Mira, los vapores yendo y viniendo, entrando o saliendo del puerto, Mira, oscuros y ondulantes, los largos banderines de humo. 1 Hoy un breve recitativo rudo, De barcos surcando los mares, cada uno con su bandera o señal, De héroes sin nombre en los barcos, de olas que se extienden hasta donde alcanza la vista, De salpicaduras, y de vientos que soplan, Y de estos un canto para los marineros de todas las naciones, Fugaz, como un oleaje. De los capitanes jóvenes o viejos, y de los oficiales, y de todos los marineros intrépidos, De los pocos, muy selectos, taciturnos, a quienes el destino nunca puede sorprender ni la muerte desmayar. Escogidos sin ruido por ti, viejo océano, elegidos por ti, Tú, mar que escoges y seleccionas la raza en el tiempo, y unificas las naciones, Amamantada por ti, vieja nodriza ronca, encarnándote, Indomable, indomable como tú... 2 Enarbolad, oh mar, vuestras banderas de naciones separadas. Enarbolad, visibles como siempre, las diversas señales de los barcos. Pero reserva especialmente para ti y para el alma del hombre una bandera por encima de todas las demás, Una señal espiritual tejida para todas las naciones, emblema del hombre eufórico por encima de la muerte, símbolo de todos los capitanes valientes y todos los marineros intrépidos, Y todos los que se hundieron cumpliendo su deber, Recuerdo de ellos, entrelazado de todos los capitanes intrépidos jóvenes o viejos, Un banderín universal, ondeando sutilmente todo el tiempo, sobre todos los bravos marineros, Una bandera, una bandera por encima de todas las demás. He aquí, el mar mismo, Y en su pecho agitado sin límites, los barcos Todos los mares, todos los barcos. |
| II. On the Beach at Night Alone On the beach at night alone, As the old mother sways her to and fro singing her husky song, As I watch the bright stars shining, I think a thought of the clef of the universes and of the future. A vast similitude interlocks all,... All distances of place however wide, All distances of time, ... All souls, all living bodies though they be ever so different, ... All nations,... All identities that have existed or may exist,... All lives and deaths, all of the past, present, future, This vast similitude spans them, and always has spann'd, And shall forever span them and compactly hold and enclose them. | II. En la playa de noche a solas En la playa de noche a solas, Mientras la vieja madre la mece de un lado a otro cantando su ronca canción, Mientras miro brillar las estrellas, pienso en la clave de los universos y del futuro. Una vasta similitud entrelaza todo, Todas las distancias de lugar por amplias que sean, Todas las distancias de tiempo, Todas las almas, todos los cuerpos vivos aunque sean tan diferentes, Todas las naciones, Todas las identidades que han existido o puedan existir..., Todas las vidas y muertes, todas las del pasado, presente y futuro, Esta vasta similitud los abarca, y siempre los ha abarcado, Y por siempre las abarcará y compactamente las sostendrá y encerrará. |
| III. After the Sea-ship After the sea-ship, after the whistling winds, After the white-gray sails taut to their spars and ropes, Below, a myriad myriad waves hastening, lifting up their necks, Tending in ceaseless flow toward the track of the ship, Waves of the ocean bubbling and gurgling, blithely prying, Waves, undulating waves, liquid, uneven, emulous waves, Toward that whirling current, laughing and buoyant, with curves, Where the great vessel sailing and tacking displaced the surface, Larger and smaller waves in the spread of the ocean yearnfully flowing, The wake of the sea-ship after she passes, flashing and frolicsome under the sun, A motley procession with many a fleck of foam and many fragments, Following the stately and rapid ship, in the wake following. | III. Después del barco de mar Después del barco de mar, después de los vientos silbantes, Después de las velas blancas y grises tensadas a sus palos y cuerdas, Abajo, una miríada de miríadas de olas se apresuran, alzando sus cuellos, Tendiendo en flujo incesante hacia la pista de la nave, Olas del océano burbujeando y gorgoteando, alegremente hurgando, Olas, ondulantes olas, líquidas, desiguales, emulosas olas, Hacia esa corriente arremolinada, risueña y boyante, con curvas, Donde el gran navío navegando y virando desplazó la superficie, Olas más grandes y más pequeñas en la extensión del océano que fluye anhelante, La estela del buque de mar tras su paso, centelleante y juguetona bajo el sol, Una variopinta procesión con muchas manchas de espuma y muchos fragmentos, Siguiendo la majestuosa y rápida nave, en la estela siguiendo. |
| IV. Passage to India 5 O vast Rondure, swimming in space, Cover'd all over with visible power and beauty, Alternate light and day and the teeming spiritual darkness, Unspeakable high processions of sun and moon and countless stars above, Below, the manifold grass and waters, animals, mountains, trees, With inscrutable purpose, some hidden prophetic intention, Now first it seems my thought begins to span thee. Down from the gardens of Asia descending, Adam and Eve appear, then their myriad progeny after them, Wandering, yearning, ..., with restless explorations, With questionings, baffled, formless, feverish, with never-happy hearts, With that sad incessant refrain, Wherefore unsatisfied soul? Whither O mocking life? Ah who shall soothe these feverish children? Who Justify these restless explorations? Who speak the secret of impassive earth? Yet soul be sure the first intent remains, and shall be carried out, Perhaps even now the time has arrived. After the seas are all crossed, (...) After the great captains and engineers have accomplished their work, After the noble inventors, Finally shall come the poet worthy that name, The true son of God shall come singing his songs. 8 O we can wait no longer, We too take ship O soul, Joyous we too launch out on trackless seas, Fearless for unknown shores on waves of ecstasy to sail, Amid the wafting winds, (thou pressing me to thee, I thee to me, O soul,) Caroling free, singing our song of God, Chanting our chant of pleasant exploration. O soul thou pleasest me, I thee, Sailing these seas or on the hills, or waking in the night, Thoughts, silent thoughts, of Time and Space and Death, like waters flowing, Bear me indeed as through the regions infinite, Whose air I breathe, whose ripples hear, lave me all over, Bathe me O God in thee, mounting to thee, I and my soul to range in range of thee. O Thou transcendent, Nameless, the fibre and the breath, Light of the light, shedding forth universes, thou centre of them, Swiftly I shrivel at the thought of God, At Nature and its wonders, Time and Space and Death, But that I, turning, call to thee O soul, thou actual Me, And lo, thou gently masterest the orbs, Thou matest Time, smilest content at Death, And fillest, swellest full the vastnesses of Space. Greater than stars or suns, Bounding O soul thou journeyest forth; 9 Away O soul! hoist instantly the anchor! Cut the hawsers—haul out—shake out every sail! Sail forth—steer for the deep waters only, Reckless O soul, exploring, I with thee, and thou with me, For we are bound where mariner has not yet dared to go, O my brave soul! O farther farther sail! O daring joy, but safe! are they not all the seas of God? O farther, farther, farther sail! | IV. Pasaje a la India 5 Oh vasto Rondure, nadando en el espacio, cubierto todo de poder y belleza visibles, Alternando la luz y el día con la oscuridad espiritual, Altas procesiones indecibles de sol y luna e incontables estrellas arriba, Abajo, las múltiples hierbas y aguas, animales, montañas, árboles, Con inescrutable propósito, alguna oculta intención profética, Ahora primero parece que mi pensamiento comienza a abarcarte. De los jardines de Asia descendiendo, Adán y Eva aparecen, después su innumerable progenie, Vagando, anhelando,..., con exploraciones inquietas, Con interrogantes, desconcertados, sin forma, febriles, con corazones nunca felices, Con ese triste estribillo incesante, ¿Por qué alma insatisfecha? ¿Adónde, oh burlona vida? ¿Quién calmará a estos niños febriles? ¿Quién justificará estas exploraciones inquietas? ¿Quién hablará el secreto de la tierra impasible? Pero alma estate segura de que la primera intención permanece, y se llevará a cabo, Tal vez incluso ahora el momento ha llegado. Después de que todos los mares hayan sido cruzados, (...) Después de que los grandes capitanes e ingenieros hayan cumplido su obra, Después de los nobles inventores, Por fin llegará el poeta digno de ese nombre, El verdadero hijo de Dios vendrá cantando sus canciones. 8 Oh, no podemos esperar más, Nosotros también tomamos el barco, oh alma, Alegres nosotros también nos lanzamos a los mares sin huellas, Sin miedo a costas desconocidas en olas de éxtasis para navegar, En medio de los vientos, (tú me presionas hacia ti, yo te presiono hacia mí, oh alma,) Cantando libre, cantando nuestra canción de Dios, Entonando nuestro canto de placentera exploración. Oh alma, tú me complaces, yo a ti, Navegando estos mares o en las colinas, o despertando en la noche, Pensamientos, silenciosos pensamientos, de Tiempo y Espacio y Muerte, como aguas que fluyen, me llevan en verdad como a través de las regiones infinitas, Cuyo aire respiro, cuyas ondas oigo, me bañan por todas partes, Báñame, oh Dios, en ti, montando hacia ti, Yo y mi alma al alcance de ti. Oh Tú, trascendente, sin nombre, la fibra y el aliento, Luz de la luz, derramando universos, tú centro de ellos, Rápidamente me encojo ante el pensamiento de Dios, ante la naturaleza y sus maravillas, el tiempo, el espacio y la muerte, Pero que yo, volviéndome, te llamo oh alma, tú actual Yo, Y he aquí, tú suavemente acaricias los orbes, Matas al tiempo, sonríes contento a la muerte, y llenas, hinchas las vastedades del espacio. Más grande que las estrellas o los soles, Rodeando, oh alma, viajas hacia adelante; 9 ¡Levanta al instante el ancla! ¡Corta las amarras, iza, sacude todas las velas! Navega hacia adelante, dirígete sólo a las aguas profundas, Temeraria, oh alma, explora, yo contigo, y tú conmigo, Porque nos dirigimos a donde el marinero aún no se ha atrevido a ir, ¡Oh, mi alma valiente! ¡Oh, navega más lejos! ¡Oh, alegría atrevida, pero segura! ¿No son todos los mares de Dios? ¡Oh, más lejos, más lejos, más lejos! |

## Recepción de la obra
El impacto de esta pieza se manifiesta no solo en la vida del compositor, al ser su primera sinfonía y su primera obra a tan gran escala, sino también en el nuevo apoyo y valoración de la sinfonía inglesa así como de la música inglesa del siglo XX en general. 
Según Hugh Ottaway señala en su obra Vaughan Williams Symphonies:

«La sinfonía inglesa es casi en su totalidad una creación del siglo XX. Cuando en 1903 Vaughan Williams comenzó a idear las canciones para coro y orquesta que se convirtieron en A Sea Symphony, Elgar aún no había emergido como sinfonista. Y, por extraordinario que parezca, la Primera de Elgar (1908) es la primera sinfonía de un compositor inglés que está permanentemente presente en el repertorio estándar... Cuando Vaughan Williams había completado su Sinfonía n.º 9, en 1958, unos meses antes de su muerte a la edad de 85 años, la Sinfonía Inglesa... se había convertido en una figura central en nuestro renacimiento musical. Decir que Vaughan Williams desempeñó un papel importante en lograr esto es afirmar lo obvio: durante gran parte del período estuvo activamente involucrado en la vida musical inglesa, no solo como compositor sino también como maestro, director, organizador y, cada vez más, consejero de los jóvenes.»

Ottaway y Frogley, en el artículo de Grove sobre Vaughan Williams, dicen de la obra:

«...un triunfo del instinto sobre el medio ambiente. El tono es optimista, el énfasis de Whitman en la unidad del ser y la hermandad del hombre se manifiesta con fuerza, y la vitalidad que contiene ha demostrado ser perdurable. Cualquiera que sea la deuda con Parry y Stanford, y en última instancia con Elgar, no se puede confundir con la euforia física o el éxtasis visionario.»

Ursula Vaughan Williams, en lo que se ha convertido en la biografía definitiva de su esposo Ralph Vaughan Williams, comenta sobre su filosofía en un sentido más general:

«...era consciente de las aspiraciones comunes de generaciones de hombres y mujeres ordinarios con quienes sentía una profunda simpatía contemplativa. Y así, hay una tensión fundamental en su obra entre los conceptos tradicionales de creencia y moralidad y una angustia espiritual moderna que también es visionaria.»

## Discografía selecta
- 1954 – Adrian Boult, Isobel Baillie, John Cameron, Coro y Orquesta Filarmónica de Londres (Decca LXT 2907-08; Kingsway Hall, 1953-1954).
- 1965 – Malcolm Sargent, Blighton, Cameron, Coro y Orquesta Sinfónica de la BBC (BBC 15656 9150-2; 22 de septiembre de 1965).
- 1968 – Adrian Boult, Armstrong, Case, Coro y Orquesta Filarmónica de Londres (HMV SLS 780; Kingsway Hall, 23-26 de septiembre de 1968).
- 1970 – André Previn, Harper, Shirley-Quirk, Coro y Orquesta Sinfónica de Londres (RCA Red Seal SER 5585; Kingsway Hall, 9-16 de febrero de 1970)
- 1973 – Kazuyoshi Akiyama, Sakae Himoto, Koichi Tajiona, Coro y Orquesta Filarmónica de Osaka (Nippon Columbia OP 7103; Osaka, 13 de julio de 1973)
- 1988 – Guennadi Rozhdéstvenski, Smoryakova, Vasiliev, Orquesta Sinfónica Estatal de la URSS; Coro de la Sociedad Musical de Leningrado y Coro de la Escuela Musical Rimski-Kórsakov (Melodiya SUCD 10-00234; Edif. Philharmonia Leningrado, 30 de abril de 1988).
- 1988 – Vernon Handley, Joan Rodgers, William Shimell, Coro y Orquesta Filarmónica de Liverpool (EMI CD EMX 2142; Philharmonic Hall, 27-29 de julio de 1988).
- 1989 – Richard Hickox, Marshall, Roberts, Coro de la Sinfónica de Londres, Orquesta Philharmonia (Virgin VC7 90843-2; 27 de febrero al 2 de marzo de 1989).
- 1989 – Bernard Haitink, Felicity Lott, Jonathan Summers, Coro y Orquesta Filarmónica de Londres (EMI CDC7 49911 2; Abbey Road, 19-21 de marzo de 1989).
- 1989 – Bryden Thomson, Kenny, Rayner Cook, Coro y Orquesta Sinfónica de Londres (Chandos CHAN 8764; St Jude-on-the-Hill, 19-22 de junio de 1989).
- 1992 – Leonard Slatkin, Valente, Allen, Coro y Orquesta Philharmonia (RCA Red Seal 09026-61197-2; Abbey Road, 19-20 de junio de 1992).
- 1994 – Andrew Davis, Roocroft, Hampson, Coro y Orquesta Sinfónica de la BBC (Teldec 4509-94550-2; Blackheath Halls, febrero de 1994).
- 2001 – Leonard Slatkin, Rodgers, Keenlyside, Coro y Orquesta Sinfónica de la BBC (BBC MM 244; Royal Albert Hall, 10 de septiembre de 2001).
- 2001 – Robert Spano, Christine Goerke, Brett Polegato, Coro y Orquesta Sinfónica de Atlanta (Telarc CD 80588; Symphony Hall, 10-11 de noviembre de 2001) Grammy al mejor álbum de música clásica en 2003.
- 2002 – Paul Daniel, Rodgers, Christopher Maltman, Coro y Orquesta Sinfónica de Bournemouth (Naxos 8.557059; Poole Arts Centre, 8-10 de enero de 2002).
- 2006 – Richard Hickox, Gritton, Finley, Coro y Orquesta Sinfónica de Londres (Chandos CHSA 5047; Barbican Hall, 3-4 de junio de 2006).
- 2007 – Howard Arman, McGreevy, Hakala, Coro y Orquesta Sinfónica MDR (Querstand VKJK 0731; Gewandhaus, 4 de febrero de 2007).
- 2014 – Mark Elder, Katherine Broderick, Roderick Williams, Coro y Orquesta Hallé (Hallé CD HLL 7542 Bridgewater Hall, marzo de 2014).
- 2017 – Martyn Brabbins, Llewellyn, Farnsworth, Coro y Orquesta Sinfónica de la BBC (Hyperion CDA 68245; Blackheath Halls, 14-15 de octubre de 2017).
- 2017 – Andrew Manze, Fox, Stone, Coro y Orquesta Filarmónica de Liverpool (Onyx 4185; Philharmonic Hall, noviembre de 2017).